# Baltijsk

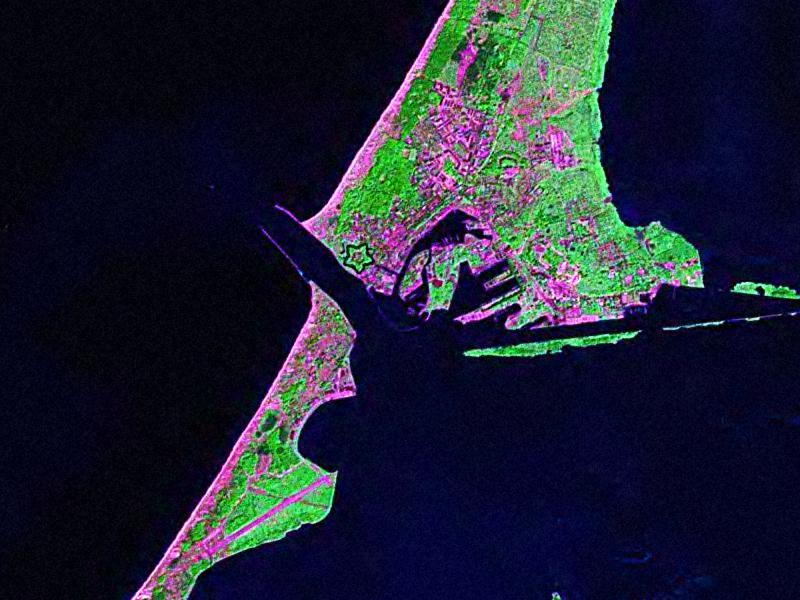
Satellitfoto som visar Baltijsksundet på Kuriska näset.

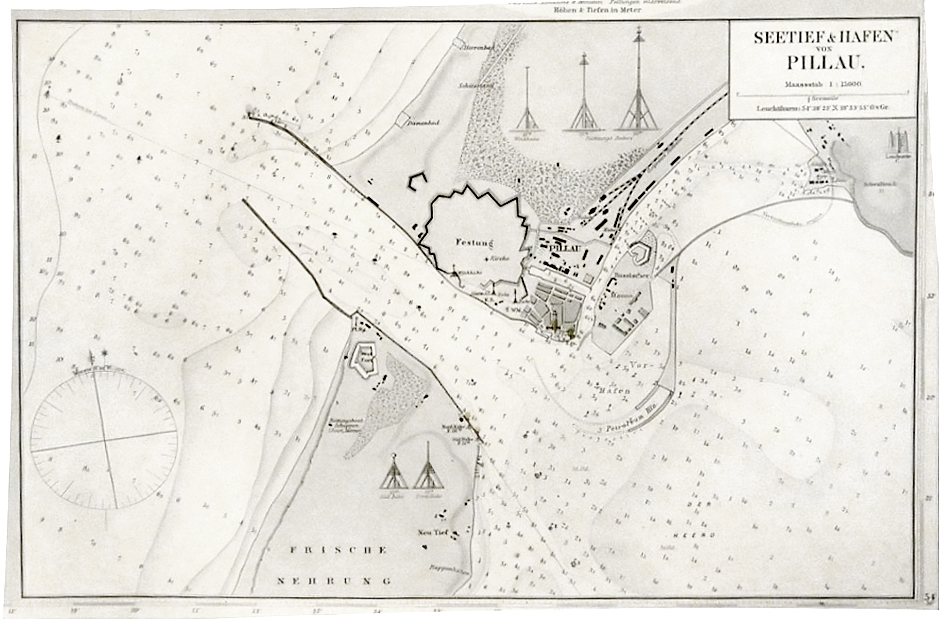
Sjökort över Pillau från 1880.

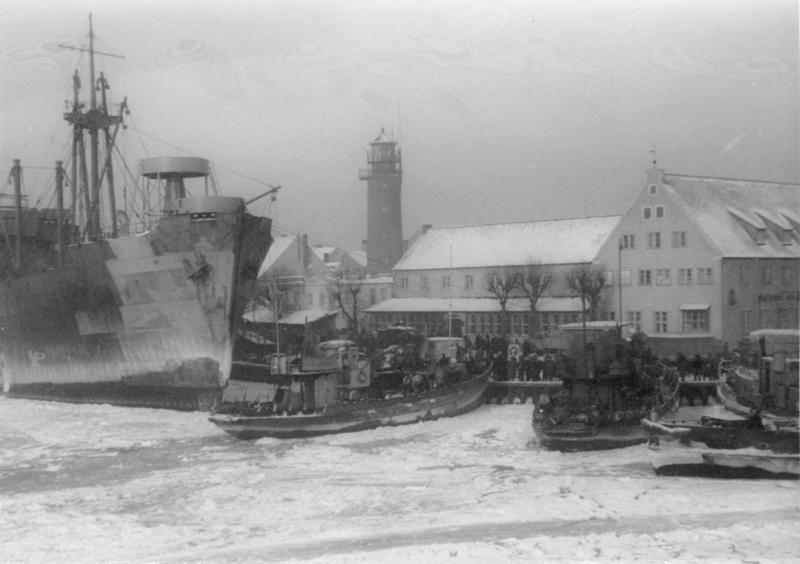
Tyska flyktingar i hamnen i januari 1945.

Baltijsk eller Pillau (ryska: Балтийск; polska: Piława; tyska Pillau; litauiska: Piliava, Piluva) är en stad i Kaliningrad oblast i Ryssland. Baltijsk är den västligast belägna staden i Ryssland och ligger vid Baltijsksundet på Wisłanäset vid Östersjön omkring 40 kilometer väster om Kaliningrad och utgör dess yttre hamn. Baltijsk är en viktig bas för den ryska Östersjöflottan. Folkmängden uppgår till cirka 33 000 invånare. Staden grundades 1626 av Gustav II Adolf.
Fram till 1945 hette staden Pillau och hörde till tyska Ostpreussen. Här fanns ett svenskt vicekonsulat 1864–1938.

## Historia
Första gången en bosättning med namnet Pillau nämns är 1430. Svåra stormar åren 1479 och 1510 skapade en segelbar ränna genom Kuriska näset. Det möjliggjorde för orten att så småningom utveckla sig till en viktig hamnstad.

### Fästningen Pillau
Pillau, som då tillhörde Brandenburg, var platsen där Gustav II Adolf landsteg den 27 juni 1626 inför sina operationer mot Preussen i Andra polska kriget. Då fanns här ingen stad. Åren 1626–1629 fungerade Pillau som operationsbas, och efter stilleståndet i Altmark 1629 var Pillau uppbördcentrum för skatten från de preussiska städerna Sverige erhållit. Staden uppstod runt de befästningar som Sverige anlade här 1629–1635. År 1635 återlämnades staden till Brandenburg. Friedrich Wilhelm av Brandenburg byggde därefter ut Pillau till en brandenburgsk flottbas. Det ledde till en befolkningsökning då lotsar, köpmän och tidigare officerare bosatte sig utanför fästningen. Träkyrkan ersattes 1660 med en stenkyrka.
Fredrik Wilhelm I av Preussen gav Pillau stadsrättigheter den 18 januari 1725. År 1758 till 1762 var staden och fästningen ockuperade av Ryssland. Franska trupper belägrade utan framgång staden 1807 och i freden i Tilsit förblev den preussisk, tillhörande regeringsområdet Königsberg. År 1813 förhindrades ett försök av Ryssland att inta staden.

### Industrialisering
I mitten av 1800-talet gav industrialiseringen staden ett nytt uppsving. Pillaus rederier hade 1848 åtta handelsfartyg. 1865 öppnades en järnvägsförbindelse med Königsberg och hamnen utvidgades liksom flottbasen, genom bygget av en stor kasern. I början av 1900-talet färdigställdes en kanal som möjliggjorde fartygstrafik även vintertid genom Kuriska näset och Königsberg fick därmed förbindelse med Östersjön hela året. 1902 införlivades Alt-Pillau och själva fästningen med staden, som därmed fick över 7 000 invånare. 1937 tillkom ytterligare områden så att staden vid andra världskrigets utbrott hade 12 000 invånare.

### Andra världskriget
Flottbasen fick stor betydelse under kriget. Redan 1933 var Pillau hemmahamn för en minsveparflottilj och 1939 tillkom en bas för marinflyget samt året därpå en utbildningsanläggning för ubåtsvapnet. Hamnbassängen utvidgades för att kunna ta emot krigsfartyg. Mot krigsslutet passerade mängder av flyktingar hamnen för avtransport med båt. Den 5 februari 1945 ledde sovjetiska bombanfall till stora skador.

### Sovjetunionen
Pillau var den sista staden i tyska Ostpreussen som erövrades av Röda armén. Det skedde den 25 april 1945. Därefter tillhörde staden, tillsammans med norra Ostpreussen, Sovjetunionen enligt Potsdamöverenskommelsen. Staden bytte den 27 november 1946 namn till Baltijsk, som betyder baltisk stad. Invånarantalet minskade mellan 1944 och 1947 till nära nog noll, eftersom den tyska befolkningen tvingades att flytta. Staden befolkades åter långsamt genom inflyttning från området kring Volga i centrala Ryssland och från Vitryssland. Fram till Sovjetunionens upplösning var Baltijsk ett särskilt hemligt och avspärrat område, trots att det låg i det redan avspärrade Kaliningrad oblast.

### Ryska federationen
Baltijsk blev långsamt mera tillgänglig efter att Kaliningrad oblast öppnats för omvärlden. Helt tillgängligt är stadsområdet emellertid fortfarande inte. Efter det att de baltiska staterna blivit självständiga har Baltijsk blivit en viktig bas för den ryska Östersjöflottan och området är också bas för Rysslands Iskander-M-robotar. En rysk-ortodox kyrka i den före detta reformerta kyrkan har öppnats och statyer med Peter den store och Elisabet av Ryssland har rests.

### Befolkningsutveckling
| År   | Invånarantal¹ |
| ---- | ------------- |
| 1875 | 3 196         |
| 1890 | 3 303         |
| 1933 | 7 577         |
| 1939 | 10 980        |
| 1959 | 17 378        |
| 1979 | 23 568        |
| 1989 | 27 070        |
| 2002 | 33 252        |
| 2010 | 32 697        |

¹Resultat från officiella folkräkningar.

## Kommunikationer
Vid Baltijsk byggs en viktig färjeterminal, där invånare i Ryssland visumfritt kan färdas till och från Kaliningrad-exklaven. På 48 timmar når färjan Ust-Luga vid Sankt Petersburg. Man planerar även av trafikera med snabbfärjor som skulle klara en färdtid på 15 timmar. Till Kaliningrad finns tåg och landsväg.

## Kända personer med anknytning till orten
- Karl Heinrich Barth (1847–1922), tysk pianist
- Otto Dempwolff (1871–1938), tysk lingvist och antropolog
- Renate Culmberger (född 1939), östtysk idrottskvinna